# Vanbuskirk Gulf
Vanbuskirk Gulf – strumień w Stanach Zjednoczonych, w stanie Nowy Jork, w hrabstwie Tompkins. Zarówno długość cieku, jak i powierzchnia zlewni nie są znane. Strumień jest jednym z dopływów Cayuga Inlet.